# Stylidium corymbosum
Stylidium corymbosum är en tvåhjärtbladig växtart som beskrevs av Robert Brown. Stylidium corymbosum ingår i släktet Stylidium och familjen Stylidiaceae. Utöver nominatformen finns också underarten S. c. proliferum.